# Экономика Тринидада и Тобаго
Тринидад и Тобаго — наиболее развитая в экономическом плане страна в Карибском бассейне. Основу её экономики составляет добыча и переработка нефти.

## Сельское хозяйство
Обрабатывается четверть территории страны. Главная сельскохозяйственная культура — сахарный тростник, который в основном выращивается на плантациях. Вторая по значению культура — какао. Для внутреннего потребления выращивают бананы и рис.

## Промышленность
Главная отрасль промышленности страны — добыча и переработка нефти. Добыча ведется на востоке и юге острова Тринидад и на шельфе. Запасы оцениваются приблизительно в 200 млн т. Запасы природного газа составляют примерно 300 млрд кубометров, его добыча ведется также на острове Тринидад. Имеется крупное месторождение природного асфальта, но его добыча становится всё менее рентабельной из-за конкуренции со стороны производителей искусственного асфальта.

## Энергетика
Суммарные запасы энергоносителей страны оцениваются в размере 0,657 млрд тут (в угольном эквиваленте). В соответствии с данными UNdata и EEC EAEC в 2019 году. Производство органического топлива — 50 584 тыс. тут. Общая поставка — 25 093 тыс. тут. На преобразование на электростанциях и отопительных установках израсходовано 3139 тыс. тут или 12,5 % от общей поставки. Установленная мощность — нетто электростанций — 2118 МВт, в том числе: тепловые электростанции, сжигающие органическое топливо (ТЭС) — 55,9 % , возобновляемые источники энергии (ВИЭ) — 44,1 %. Производство электроэнергии-брутто — 9188 млн. кВт∙ч, в том числе: ТЭС — 99,9 % , ВИЭ — 0,1 % . Конечное потребление электроэнергии — 8429 млн. кВт∙ч, из которого: промышленность — 60,5 %, бытовые потребители — 28,6 %, коммерческий сектор и предприятия общего пользования — 10,9 % . Показатели энергетической эффективности за 2019 год: душевое потребление валового внутреннего продукта по паритету покупательной способности (в номинальных ценах) — 27 960 долларов, душевое (валовое) потребление электроэнергии — 6042 кВт∙ч, душевое потребление электроэнергии населением — 1731 кВт∙ч. Число часов использования установленной мощности-нетто электростанций — 4180 часов

## Транспорт
Аэропорты
- всего — 3, в том числе
  - с твердым покрытием — 3

Автодороги
- всего — 8320 км
  - с твердым покрытием — 4252 км
  - без твердого покрытия — 4068 км

Водный транспорт
- всего судов — 8 водоизмещением 16,670 грт/7,941 дедвейт
  - перевозчики газа — 1
  - пассажирские суда — 2
  - пассажирские/сухогрузы — 3
  - нефтяные танкеры — 2

## Торговля
- Экспорт: 12,5 млрд долларов
- Статьи экспорта: топливо, химикаты, сахар, какао, кофе
- Импорт: 8,798 млрд долларов
- Статьи импорта: машины, транспортное оборудование, продовольствие